# Agnes Ruttner-Kolisko
Agnes Ruttner-Kolisko (* 17. Juli 1911 in Wien; † 22. November 1991 bei Mombasa) war eine österreichische Zoologin.
Sie promovierte 1936 zum Dr. phil. an der Universität Wien und war als Hygienikerin der Wiener Wasserwerke tätig. Sie war Spezialistin für Rädertierchen (Rotatoria). Nach ihrer Habilitierung arbeitete sie einige Jahre als Abteilungsleiterin an der Biologischen Station in Lunz am See. Agnes Ruttner-Kolisko war verheiratet mit Anton Ruttner, Sohn des Limnologen Franz Ruttner (1882–1961) und Gründer der Station in Lunz. Mit Anton Ruttner hatte sie fünf Kinder. Sie starb am 22. November 1991 beim Schwimmen südlich von Mombasa, Kenia.